# Хад (фильм)
«Хад» (англ. Hud) — кинофильм режиссёра Мартина Ритта, вышедший на экраны в 1963 году. Экранизация романа Ларри Макмёртри «Всадник, проезжай» (Horseman, Pass By). Главные роли исполняют Пол Ньюмен и Брендон Де Уайлд. Семь номинаций на премию «Оскар», три из которых оказались победными — за актёрские работы Патриши Нил и Мелвина Дугласа и операторскую работу Джеймса Вонг Хоу.

## Сюжет
Действие происходит на техасском ранчо семьи Бэннон и в соседнем городке. Хад Бэннон (Пол Ньюман) — прожжённый гуляка и любитель женщин, который может каждый вечер кутить и встревать в потасовки, но при этом способен своим обаянием увлечь людей и повести за собой. Он живёт на ранчо со своим престарелым отцом Гомером (Мелвин Дуглас), человеком твердых моральных убеждений, и 17-летним племянником Лонни (Брендон Де Уайлд). Гомер не любит сына за его цинизм и эгоизм, и тот платит ему той же монетой, откровенно ожидая смерти сурового родителя, чтобы вступить во владение землей. В центре этого семейного конфликта оказывается юный Лонни, который должен сделать выбор между мудростью деда и легкомысленностью дяди.

## В ролях
- Пол Ньюман — Хад Бэннон
- Брендон Де Уайлд — Лонни Бэннон
- Мелвин Дуглас — Гомер Бэннон
- Патриша Нил — Алма Браун
- Уит Бисселл — мистер Бёрвис
- Иветт Викерс — Лили Питерс
- Шеллдон Оллман — Мистер Томпсон

## Награды и номинации
- 1963 — приз OCIC Award Венецианского кинофестиваля
- 1963 — две премии Национального совета кинокритиков США: лучшая актриса (Патриша Нил) и лучший актёр второго плана (Мелвин Дуглас).
- 1964 — три премии «Оскар»: лучшая актриса (Патриша Нил), лучший актёр второго плана (Мелвин Дуглас), лучшая операторская работа в чёрно-белом фильме (Джеймс Вонг Хоу). Также фильм был номинирован ещё в четырёх категориях: лучший режиссёр (Мартин Ритт), лучший адаптированный сценарий (Ирвинг Раветч, Харриет Франк), лучший актёр (Пол Ньюман), лучшая работа художников и декораторов в чёрно-белом фильме (Хэл Перейра, Тэмби Ларсен, Сэм Камер, Роберт Бентон).
- 1964 — премия BAFTA лучшей зарубежной актрисе (Патриша Нил), а также две номинации: за лучший фильм и лучшему зарубежному актеру (Пол Ньюман).
- 1964 — премия Гильдии сценаристов США за лучшую американскую драму (Ирвинг Раветч, Харриет Франк).
- 1964 — номинация на премию Гильдии режиссёров США за лучшую режиссуру — Художественный фильм (Мартин Ритт).
- 1964 — пять номинаций на премию «Золотой глобус»: лучший фильм-драма, лучший режиссёр (Мартин Ритт), лучший драматический актёр (Пол Ньюман), лучший актёр второго плана (Мелвин Дуглас), лучшая актриса второго плана (Патриша Нил).